# New London (Connecticut)
New London ist eine Stadt und ehemaliger Verwaltungssitz des New London County im US-amerikanischen Bundesstaat Connecticut.
New London ist Sitz der Entwicklungsabteilung des Pharmakonzerns Pfizer. Hier wurde auch Viagra, das bekannteste Produkt von Pfizer, entwickelt.

## Geschichte
1644 erwarb der puritanische Politiker, Unternehmer und Wissenschaftler John Winthrop, Jr. ein Stück Land im südöstlichen Connecticut, wo ursprünglich die Pequot-Indianer ansässig waren. Er gründete 1646 in Nameaug den Ort New London, wo er 1647 auch mit seiner Familie hinzog und 1650 eine Mühle errichten ließ. Ab 1657 und 1659 wurde er bis zu seinem Tod 1676 Gouverneur der Colony of Connecticut.
Im Januar 2024 stürzte der Turm der 1850 erbauten First Church of Christ ein und beschädigte das Kirchengebäude schwer.

## Verkehr

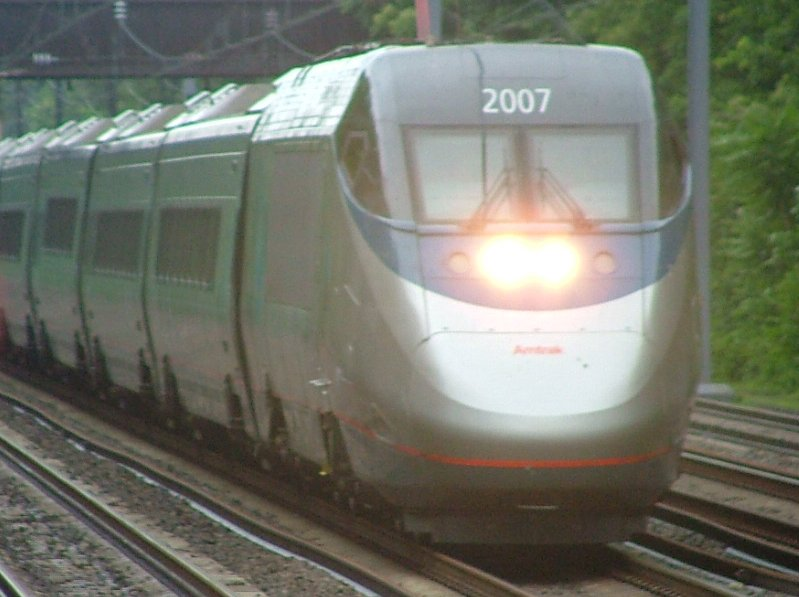
New London wird von Amtraks Acela Express bedient

New London liegt zwischen New York City und Boston und wird von der Interstate 95 durchquert. Der Amtrak-Bahnhof liegt am Nord-Ost-Korridor und wird von mehreren Acela Express bedient.
Worcester liegt 119 km nördlich (via Interstate 395) und die Hauptstadt von Connecticut, Hartford, liegt 85 km nordwestlich.
New London wird von regionalen Southeast Area Transit Bussen sowie den drei Fährunternehmen, Cross Sound Ferry nach Long Island, Ferry District nach Fishers Island und im Sommer der Express-Fähre nach Block Island, bedient.
Der Groton-New London Airport liegt in der Nachbarstadt Groton. Die Flughäfen T. F. Green und Bradley International sind innerhalb von 75 Minuten Fahrzeit erreichbar.

## Bildung
In New London befinden sich das Connecticut College, das Mitchell College und die United States Coast Guard Academy, eine zentrale militärische Ausbildungsstätte der United States Coast Guard.
In New London befindet sich auch das Lyman Allyn Art Museum unter anderem mit einer Sammlung von Gemälden amerikanischer Künstler aus den letzten zweihundert Jahren.

## Bevölkerungsentwicklung
| - 1756 – 3.171 - 1774 – 5.888 - 1782 – 5.688 - 1800 – 5.150 - 1810 – 3.238 - 1820 – 3.330 - 1830 – 4.356 - 1840 – 5.519 - 1850 – 8.991 | - 1860 – 10.115 - 1870 – 9.576 - 1880 – 10.537 - 1890 – 13.757 - 1900 – 17.548 - 1910 – 19.659 - 1920 – 25.688 - 1930 – 29.640 | - 1940 – 30.456 - 1950 – 30.551 - 1960 – 34.182 - 1970 – 31.630 - 1980 – 28.842 - 1990 – 28.540 - 2000 – 25.671 - 2002 – 26.068 |

## Söhne und Töchter der Stadt
- John Winthrop, Jr. (1706–1776), puritanischer Gouverneur von Connecticut, Unternehmer, Wissenschaftler und Gründer von New London
- John Butler (1728–1796), britischer Kolonist in Nordamerika
- Mary Way (1769–1833), Miniaturmalerin
- Frances Manwaring Caulkins (1795–1869), Schulleiterin, Historikerin und Genealogin
- Lucy Say (1801–1868), US-amerikanische Malerin, wissenschaftliche Illustratorin und botanische Sammlerin
- Edward Clark Potter (1857–1923), Bildhauer
- Frank B. Brandegee (1864–1924), Politiker
- Isabel Bolton (1883–1975), Schriftstellerin
- Mary Philips (1901–1975), Theater- und Filmschauspielerin
- Zygmund Przemyslaw Rondomanski (1908–2000), Komponist und Cellist
- Larry Elgart (1922–2017), Jazz-Saxophonist und Bigband-Leiter
- Orville L. Chapman (1932–2004), Chemiker
- Magic Dick (* 1945), Musiker
- Jim Schapperoew (* 1949), Jazzmusiker
- Glenne Headly (1955–2017), Schauspielerin
- Jeff Getty (1957–2006), AIDS-Aktivist
- Amy Brenneman (* 1964), Film- und Fernsehschauspielerin
- Jefferson Mays (* 1965), Schauspieler und Tony-Award-Preisträger
- Kevin Randall (* 1966), römisch-katholischer Geistlicher, Erzbischof und Diplomat
- Daniel Jorgensen (* 1968), Schwimmer
- James Marshall (* 1968), Künstler
- Geoffrey Fletcher (* 1970), Drehbuchautor, Professor und Oscar-Preisträger
- Swoon (* 1977), Streetartkünstlerin
- Valerie Azlynn (* 1980), Schauspielerin
- Casey Neistat (* 1981), Filmproduzent
- Cassie (* 1986), R&B-Sängerin
- Katie Schoepfer (* 1988), Fußballspielerin
- Jordan Reed (* 1990), American-Football-Spieler

## Verschiedenes
Die Stadt ist der Heimathafen des Großseglers Eagle.